# Supervillano
Un supervillano es una variante del personaje tipo villano, comúnmente encontrado en cómics, cine de acción y ciencia ficción. Los supervillanos típicamente idean planes complejos y ambiciosos para acumular poder y suprimir adversarios. A menudo tienen nombres y trajes coloridos u otras excentricidades.

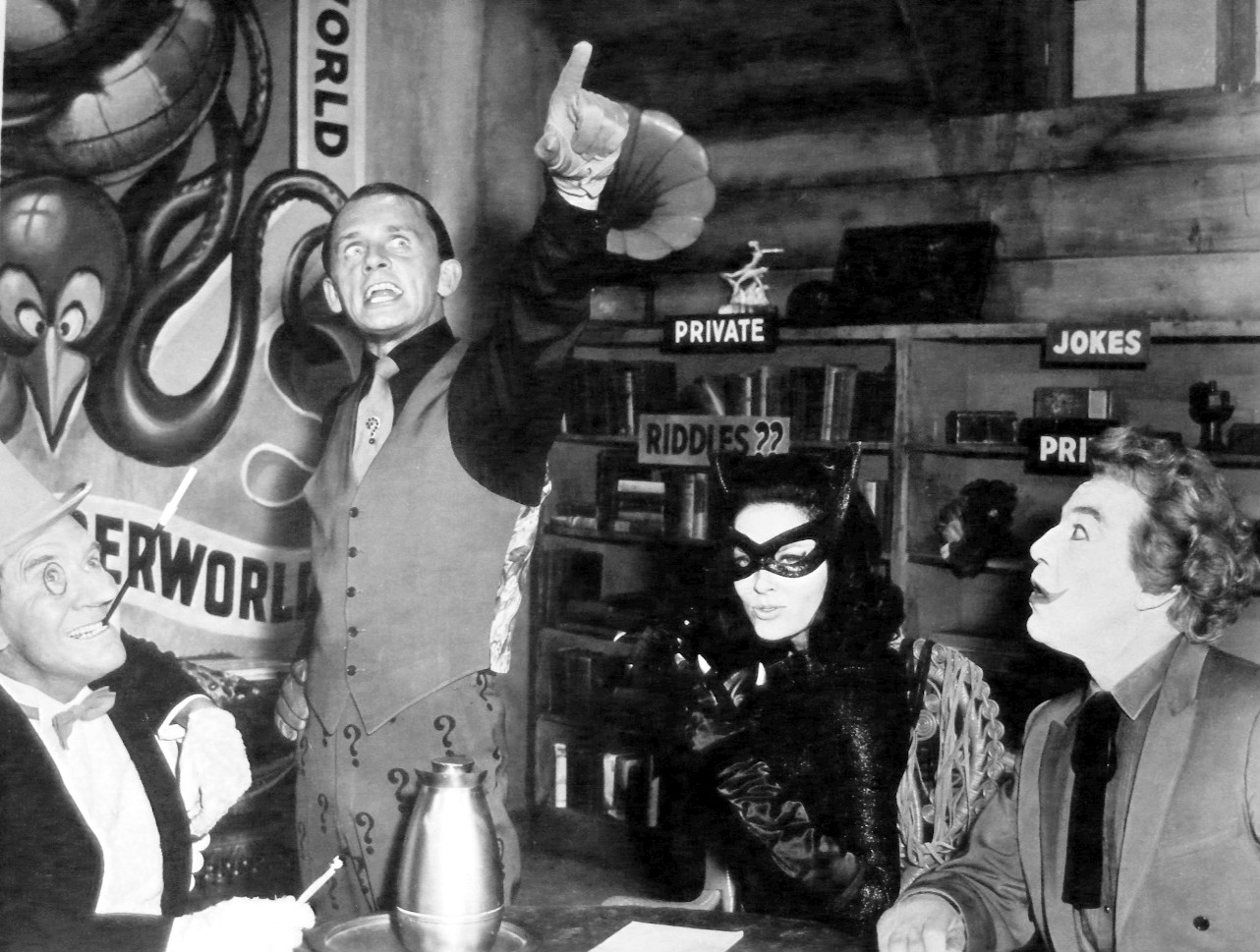
Supervillanos de la película de 1966 Batman, de izquierda a derecha: El Pingüino, Riddler, Catwoman, y Joker.

Los supervillanos son usados a menudo como enemigos de superhéroes y otros héroes ficticios. Su inteligencia extraordinaria, superpoderes o ambición los convierte en antagonistas viables para los héroes más poderosos.
Muchos supervillanos comparten algunas características típicas de los dictadores, ladrones, mafiosos, asesinos seriales, mercenarios y terroristas del mundo real.

## Orígenes
De acuerdo con la mayoría de las definiciones, el primer supervillano fue John Devil, creado por Paul Féval, padre, en su novela del año 1862 o el casi inmortal personaje del mismo Féval, el maquiavélico Colonel Bozzo-Corona, líder de Les Habits Noirs (1863). El Profesor Moriarty, archienemigo del detective Sherlock Holmes de Arthur Conan Doyle, fue presentado en 1891. Otro ejemplo de villano pionero es Zigomar, personaje creado por Léon Sazie en 1909 para el periódico Le Matin. Zigomar es un criminal enmascarado con capucha roja, líder de la "Bande des Z", que aterrorizó París con sus ingeniosos crímenes. El éxito del personaje fue tal que Victorin Jasset dirigió tres películas basadas en sus aventuras entre 1911 y 1913.
En 1911, Fantômas fue creado por Marcel Allain y Pierre Souvestre. Maestro del disfraz y del crimen, Fantômas se ha convertido en una figura emblemática de la cultura popular francesa. El cineasta Louis Feuillade consolidó aún más su fama al dirigir cinco series mudas protagonizadas por el personaje: Fantômas (1913), Juve contre Fantômas (1913), Le Mort Qui Tue (1913), Fantômas contre Fantômas (1914) y Le Faux Magistrat (1914). El Dr. Fu Manchú, antagonista de muchas novelas populares de Sax Rohmer, se lleva los créditos por la popularización de muchas de las características típicas de los supervillanos modernos, incluyendo su sádica personalidad, su deseo por la dominación del mundo y su uso de guaridas siniestras y crímenes temáticos. El trabajo de Rohmer tuvo una fuerte influencia en Ian Fleming, cuyas novelas de James Bond y adaptaciones cinematográficas posteriores popularizaron la imagen del supervillano en la cultura popular.
Este tipo de personajes se hizo popular en los serials, siendo un ejemplo El Terror Encapuchado en The House of Hate (1918). En los serials y películas de la época, muchas veces se revelaba que el villano era alguien cercano a los protagonistas o un personaje secundario importante. Luego, el autor esparció pistas y trampas a lo largo de la historia para mantener a la audiencia intrigada, creando suspenso que solo se resolvería en la revelación final, cuando se descubriera la verdadera identidad del villano.
El primer supervillano en usar un traje "curioso" fue Lightning, de la película de 1938 The Fighting Devil Dogs, predecesora del superhéroe moderno, Superhombre.
El primer supervillano envuelto en batallas regulares contra un superhéroe fue Ultra-Humanite, presentado por primera vez en Action Comics #13 (1939).

## Rasgos comunes
Si bien los supervillanos varían entre sí maravillosamente, existe un cierto número de atributos que los define como tales:
- Deseo de cometer crímenes espectaculares o dominar el mundo (o en algunos casos todo el universo) cueste lo que cueste.
- Disposición y desprecio generalmente irritables y rencorosos respecto a los héroes, civiles ordinarios y quien sea que pudiera interponerse en su camino.
- Naturaleza sádica y tendencia a la rebelión en su comportamiento sociópata o supuesta superioridad intelectual.
- Un enemigo o grupo de enemigos a los cuales enfrentarse regularmente.
- Deseo de venganza contra dichos enemigos. El método varía entre simplemente asesinarlos a torturarlos hasta la muerte.
- Una mente científica brillante que el villano elige para causar el mal (véase también científico loco y genio malvado).
- Superhabilidades, similares a las de los superhéroes. Frecuentemente, éstas son ganadas mediante el egoísmo (y a veces también estupidez) al involucrarse con la ciencia, a diferencia de los dones adquiridos por superhéroes, "naturales" o "accidentales". Compárese el origen del Duende Verde con el de su némesis, Spider-Man.
- Oscuros y amenazantes jefes o guarida, la ubicación de la cual es usualmente secreta a la policía, los superhéroes y el público en general. Por ejemplo, Magneto es líder de Asteroide M y La Legión del Mal de Hall of Doom. Sin embargo, también hay algunos supervillanos que se sienten seguros viviendo en edificios de ciudad y llevando un ritmo de vida normal, como el Doctor Doom y sus castillos en su país de Latveria, Lex Luthor en las Torres LexCorp y las oficinas y centros de investigación del alter ego del Duende Verde, Norman Osborn. Otros son nómadas y no tienen una base de operaciones en particular.
- Una temática por la cual planea sus crímenes. Por ejemplo, Enigma planea crímenes sobre rompecabezas, juegos de palabras y acertijos, precisamente, y Mysterio sobre efectos especiales de películas. Además, la mayoría de los villanos temáticos conservarán obstinadamente su estilo incluso cuando parezca poco práctico o ridículo a otros en vista de su carencia de éxito habitual.
- Además, los supervillanos se "alían" entre sí ocasionalmente e incluso existen equipos estables de supervillanos, como la Hermandad de mutantes diabólicos y la Organización Akatsuki. La mayoría de los supervillanos no colaboran uno con el otro, pero sí emplean un equipo de guerreros para asistirles. Algunos villanos, como Darth Vader, Lord Voldemort, Sauron y Madara Uchiha, controlan ejércitos enteros.
- Debido a la naturaleza cobarde o de desigualdad física de sus enemigos, algunos supervillanos manipulan eventos detrás de escena. Por ejemplo, la desventaja física de Lex Luthor, un hombre de gran intelecto y humano es impotente comparado con la increíble fuerza del personaje de Superman. Esto repite la dualidad de la mente contra el cuerpo. (Véase también Ernst Stavro Blofeld de la novela y películas de James Bond).
- Fuerte compromiso con su profesión criminal hasta el punto de rápidamente retomar sus actividades en su área favorita inmediatamente después de escapar de prisión o recuperarse de un daño serio. Como por ejemplo el general Grievous.
- Negación a aceptar responsabilidad por errores personales y reveses a favor de culpar a sus enemigos o subordinados.
- Una historia pasada o historia origen que explique cómo el personaje se transformó de una persona ordinaria a un supervillano. La historia usualmente envuelve una gran tragedia que marcó el cambio. En el caso de algunos supervillanos, incluyendo a Dos Caras, Magneto, Doctor Doom, Mr. Freeze, El Joker y algunas versiones de Lex Luthor, esta historia envuelve una amistad pasada con su actual enemigo. Los orígenes más habituales son inconformidad con el sistema, enfermedad mental o maltrato en la infancia.
- Poco éxito contra sus héroes adversarios protagonistas también es típico en la mayoría de los supervillanos, por lo menos en la mayoría de intentos de hacer sus actividades.

## Personalidades
Los personajes se convierten en supervillanos por muchas razones diferentes:
- El Señor Oscuro: Agente Smith, Albert Wesker, Arthur Petrelli,  Black Doom, Bowser, la Bruja Blanca, la Bruja Mala del Oeste, Comandante Cobra, Conde Drácula, Coriolanus Snow, Cthulhu, Darkseid, Davros, Dio Brando, Doctor Mortis, Ernst Stavro Blofeld, Freezer, Ganondorf, Hades, Homelander, Immortan Joe, James Moriarty, Khan Noonien Singh, Krang, Kira, Lord Voldemort, Madara Uchiha, Makuta, Maléfica, Megatron, Ming el Despiadado, Morgan le Fay, Palpatine, Ryōmen Sukuna, Sauron, Scar, Shao Kahn, Skeletor, Skynet, Sosuke Aizen, Thanos, Vecna y Vladimir Harkonnen son retratados como casi omnipotentes y buscan dominar todos los reinos de un país o continente, la Tierra, otros planetas, galaxias enteras, el universo, otras dimensiones, el multiverso o toda la existencia misma con ayuda de un gran ejército y seguidores devotos. Se los puede comparar con dictadores totalitarios, totalmente arrogantes y egocéntricos, aunque normalmente se los presenta con características casi demoníacas (algunos aspiran incluso a alcanzar algún tipo de divinidad). Comúnmente retratados como fríos calculadores altamente inteligentes y manipuladores despiadados que se sientan entre las sombras en su autodenominado “trono”, mientras mueven los hilos, ya sea de forma directa o indirecta, detrás de cada villano con el que se han enfrentado los protagonistas y de cada suceso que ha ocurrido en el pasado con un plan siniestro que abarca toda la historia desde el inicio de la trama o incluso desde antes de esta, pues algunos incluso son seres inmortales (o muy viejos) que han existido durante décadas, siglos o miles de años. Algunos de ellos tienen una conexión personal con el protagonista, llegando incluso a creer que son el héroe de su propia historia y que todo lo que hacen, aunque saben que está mal, puede ser justificado por el objetivo que anhelan alcanzar o simplemente no les importa por cuánta gente tengan que abrirse paso para alcanzar sus objetivos impulsados por sus propios intereses, llegando incluso a sentir placer por todo lo que hacen para lograrlo o solamente hacerlo por capricho. En algunos casos, maltratos en su infancia, o en toda su vida, despiertan su maldad.
- El Genio Malvado: Alto Evolucionador, Apocalipsis, Comandante Cobra, Coronel Volgin, El Destructor, Doctor Doom, Doctor Eggman, Doctor Octopus, Doctor Sivana, Enigma, Ernst Stavro Blofeld, Flash Reverso, Fu Manchú, HAL 9000, Hannibal Lecter, James Moriarty, Jigsaw, Joker, Kang el Conquistador, Kingpin, Kira, Khan Noonien Singh, Le Chiffre, Lex Luthor, Loki, Mandarín, Maximus, Orochimaru, Palpatine, El Pingüino, Plankton y Karen, Rastapopoulos, Red Skull, Scar, Sosuke Aizen, Ultra-Humanidad y Vándalo Salvaje son perfilados como hambrientos de poder, utilizando su enorme inteligencia y creatividad para su propio beneficio y perjudicar a la humanidad. Pocos escritores se atreven a perfilarlos con alguna cualidad redimidora. Esta personalidad fue común en la Época Dorada de los Comics, pero los escritores subsecuentes prefieren villanos más complejos. Stan Lee, escritor/editor de Marvel a menudo nos recuerda su punto de vista de que es más importante que los fanáticos simpaticen con los villanos que los héroes.
- El Nacido-y-Criado: Agente Smith, los Arrancar, Art the Clown, los Balrogs, los Bohrok, los Borg, Bowser, Brainiac, la Bruja Blanca, la Bruja Mala del Oeste, Cell, los Cenobitas, los Centinelas, los Chitauris, El Creeper, Cthulhu, los Cybermen, los Daleks, Damien Thorn, Davros, Demogorgon, los Demonios, Doomsday, Freezer, los Goa'uld, General Grievous, General Zod, Hades, los Harkonnen, Homelander, los Hombres Lobo, los Homúnculos, Indominus Rex, los Kaijūs, Karl Ruprecht Kroenen, Khan Noonien Singh, el Kraken, Maléfica, los Manhunters, Medusa, Metallo, Metal Sonic, Mother Brain, los Nazgûl, Nemesis, los Orcos, los Parademonios, Pennywise, los Phalanx, Pinhead, los Predators, los Profundos, los Replicantes, Ryōmen Sukuna, los Saiyajin, Smaug, Ultron, los Uruk-hai, los Vampiros, Vecna, los White Walkers, los Xenomorfos, Zetsu y los Zombis son seres creados por los Señores Oscuros o por los Genios Malvados para que sirvan como su ejército o como sus secuaces, aunque en ciertos casos estos terminan traicionándolos y convirtiéndose en villanos independientes, son seres malvados por la naturaleza propia de su especie, seres oscuros que nacieron de cierto aspecto de la realidad que compone el universo o son villanos que fueron creados por terceros, en algunos casos estos se convirtieron en villanos como consecuencia de las directivas que se les enseño o programó en su nacimiento o creación, también puede ser porque se volvieron locos tras su creación, y a veces estos seres eran humanos normales que tras ser transformados en estos seres, ya sea por accidente o no, se volvieron malvados o ya lo eran antes de su transformación.
- El Caído: Amon, Anakin Skywalker, Arvin Sloane, Asajj Ventress, Barón Mordo, Ben Solo, Black Adam, Cheetah, Conde Dooku, Doctor Octopus, Dos Caras, el Duende Verde, Flash Reverso, Harry Osborn, Jack Torrance, Jason Voorhees, Jigsaw, Joker,  Kaecilius, Killer Croc, Killmonger, Kevin Levin, Konan, el Lagarto, Loki, Madara Uchiha, Magneto, Makuta, Man-Bat, Mr. Freeze, Nagato, Obito Uchiha, Sinestro, Ra's al Ghul, el Rey Helado, Saga de Géminis, Sarah Kerrigan, Saruman, Sasuke Uchiha, Sauron, Sephiroth, Soldado del Invierno, Suguru Geto, Superboy-Prime, Sylar, Tōsen Kaname, Venom y Xendor en un principio eran buenos pero han caído ante alguna influencia "maligna", comúnmente porque su poder los ha corrompido, por alguna tragedia que destrozó la fe que tenían en sus ideales o por ambos.
- El Reformado: Azrael, Ben Solo, Bruja Escarlata, Capitán Bumerang, Capitán Frío, Catwoman, Clayface, Deadshot, Deathstroke, Diablo, Doctor Octopus, Duende Verde, Electro, Emma Frost, Gaara, Garfio, Golden Glider, Grimmjow Jaegerjaques, Harley Quinn, Heat Wave, Hombre de Arena, Kabuto Yakushi, Kevin Levin, Killer Croc, Konan, Lagarto, Loki, Magneto, Meruem, Morbius, Mystique, Nagato, Namor, Nux, Obito Uchiha, Ojo de Halcón, Omni-Man,Orochimaru, Quicksilver, Regina Mills, el Rey Helado, Rey Tiburón, Sasuke Uchiha, Samurái de Plata, Soldado del Invierno, Star Sapphire, Tier Harribel, Vegeta, Venom, Viuda Negra, Yondu, Zelena y Príncipe Zuko fueron alguna vez malvados pero decidieron pasar al lado bueno, siendo caso contrario a los villanos caídos.
- El Mercenario: Bane, Batroc, Black Manta, Bloodsport, Boba Fett, Bullseye, Cad Bane, Deadshot, Deathstroke, Electro, Hombre de Arena, Kakuzu, Murdoc, Shocker, Taskmaster y Victor Zsasz son asesinos a sueldo; y como su motivación es principalmente monetaria, suelen traicionar a sus clientes o a los villanos con los que se alían cuando ven que la derrota está asegurada.
- El Seguidor:  Bebop y Rocksteady, Black Noir, Calavera, Darth Maul, Ginyu, Harley Quinn, Horsemen of Apocalypse, Kisame Hoshigaki, Konan, Pyro, Shura de Capricornio, Starscream, Ulquiorra Cifer y Zetsu Negro sirven a un cliente particular, usualmente como guardaespaldas. Son diferentes a los mercenarios, ya que la fidelidad a su maestro no está motivada por dinero.
- El Rival: Abominacion, Agente Smith, Black Adam, Bullseye, Cheetah, Flash Reverso, Helmut Zemo, Iron Monger, James Moriarty, Killmonger, Loki, Merlyn, Murdoc, Ocean Master,Sabretooth, Sasuke Uchiha, Sephiroth, Sinestro, Shadow the Hedgehog, Sylar, el Team Rocket, Tiburón Tigre, Vegeta, Venom, Wolf O'Donnell, y Príncipe Zuko son egoístas e inmorales pero su principal motivación es el desprecio que, por diversos motivos, sienten hacia el héroe; en ocasiones llegan a aliarse temporalmente con él o salvarle la vida durante el ataque de otro villano alegando que "el placer de matar al héroe debe ser solo suyo". Por estas razones, no suelen ser los villanos principales de la trama, ni tampoco suelen estar aliados con éstos, funcionando como personajes neutrales. Regularmente son del mismo sexo que el superhéroe y la mayoría de las veces comparten talentos o habilidades con su oponente.
- El Psicópata: Art the Clown, Asajj Ventress, Azula, Bob Patiño, Bullseye, Carnage, Chucky, Death Mask de Cáncer, Dio Brando, Elle Bishop, Feyd-Rautha Harkonnen, Freddy Krueger, Freezer, Hannibal Lecter, Hidan, Homelander, Hysoka, Immortan Joe, Jack Torrance, Joker, Karl Ruprecht Kroenen, Kefka Palazzo, Murdoc, Norman Bates, Sabretooth, Sylar y Victor Zsasz podrían ser diagnosticados con alguna enfermedad mental.
- La Bestia: Abominacion, Art the Clown, Bebop y Rocksteady, Bizarro, El Creeper, Demogorgon, Doomsday, Ganondorf, Indominus Rex, Jack Torrance, Jason Voorhees, los Kaijūs, Killer Croc, el Lagarto, Leatherface, Man-Bat, Michael Myers, Rey Tiburón y Rhino experimentan transformaciones y no son capaces de controlar su salvajismo, teniendo un comportamiento más cercano al de un animal monstruoso que al de una persona. En ocasiones el lado bestial y el racional se alternan, sintiendo remordimiento, frustración e impotencia en sus lapsos de raciocinio.
- La Máquina Asesina: Agente Smith, Brainiac, los Bohrok, los Borg, Cell, los Centinelas, los Cybermen, los Daleks, HAL 9000, Karl Ruprecht Kroenen, Khan Noonien Singh,  los Manhunters, Metallo, Metal Sonic, Mother Brain, Nemesis, los Replicantes, Skynet y Ultron están programados para matar.
- El Ingenioso: Amon, Art the Clown, Biff Tannen, Cersei Lannister, Chucky, Conde Vértigo, Enigma, Flash Reverso, Hysoka, Immortan Joe, el Joker, Khan Noonien Singh, Lex Luthor, Loki, Mandarín, Maximus, Merlyn, Mr. Mxyzptlk, Palpatine, Q, Randall Flagg, Samuel Sullivan, Scar, Scarecrow, Smaug, Vándalo Salvaje, Vilgax y Zamasu desafían a los héroes con ingenio.
- El Castigador: Evan McCulloch, Goku Black, Killer Croc y Mr. Freeze cometen crímenes contra la humanidad porque sienten que los ha maltratado; y buscan venganza mediante lo que podría ser considerado darle a la humanidad un trago de su propia medicina.
- El Demonio: Akuma, Art the Clown, Balrogs, Blackheart, Cthulhu, Damien Thorn, El Creeper, Ganondorf, Parallax, Ryōmen Sukuna, Mephisto, Mongul, Valak, Violator y Zetsu Negro son nacidos intrínsecamente malvados, no tienen intenciones de cambiar sus personalidades y ven a todas las formas de vida como inferiores e inútiles.
- El Depredador: Cheetah, El Creeper, Depredador, Indominus Rex, Killer Croc, el Kraken, Kraven, Morbius, Morlun, Rey Tiburón y Venom son depredadores implacables, que cazan por diversión o para sobrevivir.
- El Ultimate: Amatsu-Mikaboshi, Antimonitor, Chernabog, Cthulhu, Fenix, Galactus, Gozer, Krona, Lavos, Melkor, la Muerte, los Ori, el Señor del Tiempo, Sephiroth y Unicron personifican fuerzas del universo que no pueden ser juzgadas por los estándares simples o la moral; y en ocasiones son incluso necesarias para el equilibrio del universo.
- El Noble: Unos pocos personajes juzgados como supervillanos tenían en realidad objetivos que podrían ser considerados nobles, pero sus intentos de alcanzar los mismos se dan de modos extremos. El ejemplo mejor conocido es el de Magneto, un superviviente del Holocausto que busca ponerle fin a la opresión de los mutantes por parte de los humanos, pero que usa la guerra y el terrorismo para cumplir sus metas. Suguru Geto, Ocean Master, General Zod, Hiedra Venenosa y Ra's al Ghul, ecoterroristas y adversarios de Jujutsu Kaisen, Hellboy, Aquaman, Superman y Batman, se dedican a proteger el ambiente natural de la civilización o salvar de la extinción a su propia civilización para que esta pueda prosperar o renacer, pero pretenden exterminar a la humanidad para ello. Por ejemplo, Adam Monroe pretendía crear un mundo nuevo, pero para eso, necesitaba desatar un virus letal, Augustine de Infamous: Second Son pretendía salvar a los Conductores poniéndolos en prisión. Otro ejemplo es Sigma de la saga Mega Man X, que quería crear una utopía, pero solo para los Reploids, y para eso debía exterminar a toda la raza humana. Estos villanos también son conocidos como villanos simpáticos, o también antivillanos, en contraposición a los antihéroes; mientras que los antihéroes cometen acciones heroicas mediante métodos cuestionables, con algunos tal vez teniendo motivaciones egoístas, los antivillanos cometen accionen acciones malvadas, pero con motivaciones nobles e incluso comprensibles.
  - El anime y series a menudo presentan villanos nobles, similares a los descritos. Estos presentan un cierto respeto por su enemigo. Como diagrama común del plan, ellos o algún subordinado están en deuda con el héroe y trabajan para pagarle. No obstante, cuando la deuda es pagada, el villano continúa con sus crímenes. Un ejemplo de villano en la categoría "noble" es Poseidon, Dios de los Mares, enemigo de los Santos de Atena en Saint Seiya (Los Caballeros del Zodíaco en español), quien quería erradicar la maldad y la corrupción del mundo, pero para ello, primero iba a exterminar a toda la humanidad. Bartholomew Kuma y Dracule Mihawk de One Piece y Black Adam, Ra's al Ghul y Sinestro de los cómics de DC son otros ejemplos de este tipo.
  - Otros ejemplos en esta categoría incluyen a Liquid Snake, como también a Magus. También en el anime Death Note, su protagonista, Kira, odia la corrupción y el crimen y está decidido a eliminarlos a toda costa, pero para lograrlo, no duda en matar a cualquiera que se le oponga, ya sean malhechores o policías.
  - Otro villano sería Itachi Uchiha del anime Naruto, quien tuvo que matar a todo su clan para evitar una guerra, y unirse a la Akatsuki como infiltrado. Para todos en la serie es un villano, pero en realidad es fiel a la Aldea Oculta de la Hoja y a su hermano Sasuke. Así como varios personajes de la misma serie tales como Pain quien busca la paz a través de la fuerza o Tobi y Madara, quienes buscan hipnotizar al mundo entero con un Genjutsu para crear paz artificial. Otro ejemplo de esta clase de villano sería Severus Snape de la saga de Harry Potter, quien después de matar a Albus Dumbledore, bajo su consentimiento para impedir que Lord Voldemort obtenga la varita de saúco, se unió a los Mortífagos para vigilarlos y proteger a Harry Potter de ellos y de Voldemort, pero todo lo hizo en memoria de la madre de Harry, Lily Potter, el amor de su vida quien fue asesinada por Voldemort cuando Harry era un bebé, resultando ser el más fiel a Dumbledore y a la Orden del Fénix. Gin Ichimaru del anime Bleach también caería dentro de esta misma categoría.
  - Otros Villanos son Paul Atreides de la saga Dune, pues aunque al principio su motivación era proteger el legado Atreides y convertir el desierto de Arrakis en un abundante océano, él debía reclamar el trono del imperio, pero para ello debía aceptar su posición como Lisan al Gaib ante los Fremen y ganar la Jihad que desato sobre todo el imperio para consolidar su título como emperador, pues las demás casas de nobles no aceptaban su nuevo título, y aunque al final logró ganar esa guerra, su imagen se había convertido en la de un tiránico señor de la guerra, principalmente debido a que él favoreció únicamente a los Fremen y descuido el resto de su imperio, pero aunque parecía que tras la muerte de su amada Chani y su ceguera producto de un atentado contra su vida, él se había exiliado al desierto de Arrakis, décadas después él regreso para derrocar a su hermana del trono como El Predicador, muriendo a manos de uno de sus sacerdotes fanáticos al considerarlo un mentiroso, sacrificando a su hijo para convertirlo en un símbolo de unidad, provocando el derrocamiento de su hermana, liberando finalmente al imperio y salvando a la humanidad, pues a desconocimiento del imperio su hermana había caído bajo el control de su abuelo, el Barón Harkonnen, e intento imponer el despiadado gobierno Harkonnen en el imperio, el cual se vio opacado por la rebelión de Paul. Otro ejemplo de esta clase de villano seria Eren Jaeger, pues aunque al principio aparece como el protagonista del manga de Attack on Titan, con el tiempo él se convierte en el villano de la obra y desata sobre el mundo el "Retumbar" con el cual pretende acabar con todos los humanos que no fueran de Paradis, al final es detenido por sus amigos y entonces se revela la verdad, Eren desato el "Retumbar" no solo para salvar a la isla Paradis del intento de Marley por destruirla, ya que el "Retumbar" pretendía acabar únicamente con el 80% de los humanos para que entre los humanos de Paradis y el resto del mundo solo quede el 20% de los humanos por partes iguales, pues el mundo no se atrevería a iniciar una guerra con Paradise si ambos tienen una misma cantidad soldados en sus ejércitos, sino también para salvar a sus amigos, pues al detenerlo ellos se convirtieron en los héroes que salvaron al mundo y consiguieron la paz en el mundo. Aunque ellos no son en realidad villanos, sus actos si son más que cuestionables, pues para lograr la paz, ellos debieron convertirse en el villano de sus respectivos universos.
  - En la serie de cómic Watchmen, del autor británico Alan Moore, el villano principal, Ozymandias, busca poner fin a la Guerra Fría entre los Estados Unidos y la Unión Soviética, pero para eso asesina a sus compañeros de equipo y utiliza la fuerza bruta y la mentira para mantener ocupada a la humanidad.
  - Otros villanos serían Goku Black y Zamasu del anime Dragon Ball Super, quienes buscan exterminar a los seres humanos por considerarlos inferiores frente a los dioses bajo el argumento de una justicia divina basada en la destrucción y en el caos y así crear un mundo en donde reine la paz.
  - Otro posible ejemplo puede ser Thanos, quien deseaba estabilizar el universo, pero para ello debía exterminar a la mitad de los seres vivos con el poder de las gemas del infinito. Otro ejemplo de esta clase de villano sería Bertrand Zobrist de la película Inferno, quien para evitar el colapso de la civilización y la extinción de la humanidad por la sobrepoblación, debía acabar con la mitad de la humanidad con el virus inferno, un virus que él mismo diseño. También esta Richmond Valantine de la película Kingsman, quien por medio de su tecnología busca hipnotizar a toda la población mundial, con excepción de sus amigos ricos y la gente que él creía que debía salvarse, estén de acuerdo con él o no, usando las tarjetas SIM que su compañía diseñó, para estimular la ira de las personas y así hacer que se maten entre ellas, con la intención de salvar al mundo de la extinción total de la raza humana y la destrucción del mundo por causa del calentamiento global como resultado de la sobre población humana. Adam Monroe de la serie Héroes también caería dentro de esta misma categoría.

## Supervillanos como enemigos
Muchos supervillanos son perfilados como el opuesto de su respectivo héroe enemigo. Por ejemplo, Wolverine lucha constantemente contra sus impulsos animales, mientras que Sabretooth se siente orgulloso de ellos. A menudo Batman es perfilado como un personaje oscuro y carente de humor al servicio del orden, mientras que Joker es un lunático irracional y colorido que representa el caos. Hulk es el furioso e imprudente alter ego de un científico brillante, mientras que El Líder es el excesivamente inteligente alter ego de un ser humano de intelecto medio y ambos fueron transformados por la radiación gamma. El Profesor X busca y agrupa mutantes que estén a favor de la coexistencia con humanos normales, mientras que Magneto cree que los mutantes tienen derecho a gobernar a los humanos. Goku, de Dragon Ball, pertenece a la raza extraterrestre de los Saiyajin, y se lleva muy bien con los humanos, incluso lucha para defenderlos, mientras que Vegeta, otro representante de la raza Saiyajin, llegó a la Tierra con el propósito de apoderarse de esta y ve a los humanos como incapaces de defenderse por sí mismos.
Ocasionalmente, este contraste es más directo. Bizarro es un clon distorsionado de Superman. El villano Venom es a menudo considerado como la versión retorcida y oscura de su némesis Spider-Man, ya que usa un viejo traje del mismo y por lo tanto, cuenta con poderes similares, pero los usa para matar a cualquiera a quien él considere personalmente "malvado" en lugar de usarlos con sentido de responsabilidad como el Hombre Araña. El enemigo del Capitán Marvel, Black Adam, en un tiempo fue un protegido del mago Shazam, pero usó sus poderes con fines oscuros y desafío así a Marvel, usando una versión negra de su propio traje. Otro ejemplo de inversiones son los Flashes Reversos, enemigos de los Flash. El Sindicato del Crimen de América en una realidad alterna de la Liga de la Justicia de un mundo en el que todo es una inversión del Universo DC.
Estos contrastes ayudan a construir la grandeza mítica de las relaciones superhéroe-supervillano y permiten al villano servir como enemigo y opuesto del héroe.

## Roles femeninos: Supervillanas
A menudo, las supervillanas son mujeres fatales, criminales que usan su atractivo para crear tensión sexual y generar así distracción mientras tratan de destruir a un héroe. Raramente las supervillanas son personajes empleados en la literatura clásica occidental. Unas pocas aparecieron en el dime novel, pero no se convirtieron realmente en personajes penetrantes hasta el advenimiento de la historieta del superhéroe estadounidense, las historias de detectives de los años '20, el cine negro de Hollywood y la manía de espías de los '50 y '60. La literatura y cine de ciencia ficción y fantasía también están ampliamente dotadas de supervillanas.
Las supervillanas también tienen una larga historia en la mitología occidental. Homero escribió en la Odisea sobre la hechicera Circe, quien tentó a Odiseo (Ulises en latín) en su largo camino a Ítaca, durante el cual su magia transformó a sus compañeros navegantes en cerdos. Otros ejemplos incluyen a las elfinas de los cuentos de caballeros, como La Belle Dame sans Merci y Morgan Le Fey, aunque sus historias no cuenten con la elaboración típica de historias como La Muerte de Arturo, de Thomas Malory.
Algunas supervillanas importantes son Bellatrix Lestrange, la Bruja Blanca, Ultimecia, Gerde, Lethania, Thakisis, Cheetah, Harley Quinn, la Hiedra Venenosa, Catwoman o Lady Deathstrike.

### Cómics
- DC Comics: Con la primera edición del cómic de Batman, apareció también Catwoman (o Gatúbela). Wonder Woman tenía como oponente a Cheetah, aunque no había ningún tipo de tensión sexual generada por esa superheroína.

Más adelante, la aparición de las supervillanas se tornó cada vez más difícil e improbable. Hal Jordan se convirtió en Linterna Verde al recibir un ítem mágico esencial, al ser elegido especialmente por un hombre del espacio exterior. Cuando su jefa Carrol Ferris fue elegida para recibir un ítem también de una mujer del espacio exterior, fue engañada y convertida en Star Sapphire, su enemiga.
La Supergirl adolescente de una serie de historias con chicas jóvenes como su audiencia primaria. Sin embargo, su duplicado idéntico de la ciudad de Kandor, cuyo nombre era Lesla-Lar no tenía mucho contacto con personajes masculinos en el Universo DC. Algunos criminales de la Zona Fantasma la destruyeron después de un par de años. Aun así, jamás existió la tensión de un hombre enfrentándose a una Supergirl malvada.
Aquaman pasó por confusión con la gemela idéntica de Mera, su esposa, y entonces fue que una supervillana del mundo submarino del planeta Venus apareció para conseguir su permiso y admisión para su amante criminal y su cuadrilla sobrevivir en los mares de la Tierra. Esta Aliena de piel azul platinada y cabello gris oscuro fue representada con los contornos levemente diversos del ojo de un asiático. Sin embargo, ella fallece dentro del marco de una edición.
Genia fue un robot similar a Brainiac, quien se convirtió en un oponente de los Superhéroes de World's Finest Comics: Batman y Superman, mientras que Queen Bee apareció como oponente de toda la Liga de la Justicia.
Hiedra Venenosa apareció por primera vez como una supervillana que proclamaba ser superior a otras tres representadas en una edición, sin aparecer nunca más por décadas: Silken Spider, Tiger Moth, y Dragon Fly. El segundo Flash, alias de Barry Allen, tuvo su propia supervillana llamada Golden Glider, quien era la mujer del villano llamado The Top.
- Marvel Comics: Uno de los supervillanos más extraordinarios de todas las historietas estadounidenses fue Dark Phoenix, cuya historia es una de las pocas tragedias de cómics. Otras supervillanas importantes y poderosas en el Universo Marvel son Mystique y -aunque mucho menos importante- Lady Octopus, la versión femenina del Doctor Octopus. También cabe mencionar a Encantadora, frecuente oponente de Thor.

Originalmente, hubo supervillanas que se convirtieron en superheroínas o neutrales, como la  Viuda Negra, quien era originalmente una espía, y la Bruja Escarlata que fue originalmente una oponente de los X Men, como también Emma Frost. Songbird y Moonstone empezaron sus carreras como criminales, pero se reformaron después de convertirse en miembros de los Thunderbolts.